# Makoto Sunakawa
Makoto Sunakawa (砂川 誠 Sunakawa Makoto?), född 10 augusti 1977 i Chiba prefektur, är en japansk fotbollsspelare.
Sunakawa började sin karriär 1996 i Kashiwa Reysol. Med Kashiwa Reysol vann han japanska ligacupen 1999. 2003 flyttade han till Consadole Sapporo. Han spelade 415 ligamatcher för klubben. Efter Consadole Sapporo spelade han för FC Gifu. Han avslutade karriären 2015.